# (7330) Annelemaître
(7330) Annelemaitre es un asteroide perteneciente al grupo de los asteroides que cruzan la órbita de Marte descubierto por Edward L. G. Bowell el 15 de octubre de 1985 desde la Estación Anderson Mesa, en Flagstaff, Estados Unidos.

## Designación y nombre
Designado inicialmente como 1985 TD. fue nombrado en honor de la matemática belga Anne Lemaître (n. 1957) por sus estudios analíticos pioneros de la dinámica de planetas menores en resonancias de movimiento medio. También ha investigado el proceso de captura adiabática en resonancia y ha calculado elementos adecuados precisos para objetos con grandes excentricidades e inclinaciones orbitales.

## Características orbitales
Annelemaitre orbita a una distancia media del Sol de 2,358 ua, pudiendo alejarse hasta 3,067 ua y acercarse hasta 1,648 ua. Su excentricidad es 0,301 y la inclinación orbital 21,643 grados. Emplea en completar una órbita alrededor del Sol 1322,23 días.

## Características físicas
La magnitud absoluta de Annelemaitre es 13,50. Tiene 4,349 km de diámetro y su albedo se estima en 0,389.